# Miramare (mototrkalište)
Miramare je bivše moto-trkalište u Zagrebu. Podignuto je 1932. na Miramarskoj cesti, između Krčke i Čazmanske ulice te Vrbika. Nalazilo se na dijelu poslije Paromlinske, a prije igrališta Građanskog u Kupskoj.
Vremenom su se prestale održavati utrke. Prostor nije diran sve do 1954. godine. Vlasti su odlučile na tom mjestu zbog potreba OŠ Koturaška iz Koturaške ulice sagraditi novu školu. Godine 1954. počela je izgradnja školske zgrade na mjestu bivšeg mototrkališta. Škola s vrtom, parkom i igralištem sagrađena je do 1956. godine.